# Vesijako
Vesijako este o arie protejată (arie specială de conservare — SAC, sit de importanță comunitară — SCI) din Finlanda întinsă pe o suprafață de 114 ha, integral pe uscat.

## Localizare
Centrul sitului Vesijako este situat la coordonatele 61°21′04″N 25°06′14″E / 61.3511°N 25.1039°E.

## Înființare
Situl Vesijako a fost declarat sit de importanță comunitară în august 1998 pentru a proteja 1 specie de animale. Situl a fost protejat și ca arie specială de conservare în aprilie 2015.

## Biodiversitate
Situată în ecoregiunea boreală, aria protejată conține 6 habitate naturale: Păduri fino-scandinave bogate în ierburi cu Picea abies, Mlaștini împădurite, Lacuri și iazuri distrofice naturale, Mlaștini turboase de tranziție și turbării mișcătoare, Izvoare fino-scandinave și mlaștini produse de izvoare bogate în minerale, Taiga vestică.
La baza desemnării sitului se află o specie protejată de  mamifere: veveriță zburătoare siberiană (Pteromys volans)
Pe lângă speciile protejate, pe teritoriul sitului au mai fost identificate 4 specii de păsări, 2 specii de nevertebrate, 6 specii de pești.